# Danh sách tiểu hành tinh: 25601–25700
| Tên                  | Tên đầu tiên | Ngày phát hiện     | Nơi phát hiện                      | Người phát hiện         |
| -------------------- | ------------ | ------------------ | ---------------------------------- | ----------------------- |
| 25601 Francopacini   | 2000 AX2     | 1 tháng 1 năm 2000 | San Marcello                       | M. Tombelli, L. Tesi    |
| 25602 Ucaronia       | 2000 AA3     | 2 tháng 1 năm 2000 | Pian dei Termini                   | A. Boattini, A. Caronia |
| 25603 -              | 2000 AR4     | 2 tháng 1 năm 2000 | Đài thiên văn Zvjezdarnica Višnjan | K. Korlević             |
| 25604 Karlin         | 2000 AM6     | 4 tháng 1 năm 2000 | Prescott                           | P. G. Comba             |
| 25605 -              | 2000 AP7     | 2 tháng 1 năm 2000 | Socorro                            | LINEAR                  |
| 25606 Chiangshenghao | 2000 AT7     | 2 tháng 1 năm 2000 | Socorro                            | LINEAR                  |
| 25607 Tsengiching    | 2000 AN10    | 3 tháng 1 năm 2000 | Socorro                            | LINEAR                  |
| 25608 Hincapie       | 2000 AY10    | 3 tháng 1 năm 2000 | Socorro                            | LINEAR                  |
| 25609 Bogantes       | 2000 AA12    | 3 tháng 1 năm 2000 | Socorro                            | LINEAR                  |
| 25610 -              | 2000 AC20    | 3 tháng 1 năm 2000 | Socorro                            | LINEAR                  |
| 25611 Mabellin       | 2000 AY20    | 3 tháng 1 năm 2000 | Socorro                            | LINEAR                  |
| 25612 Yaoskalucia    | 2000 AZ22    | 3 tháng 1 năm 2000 | Socorro                            | LINEAR                  |
| 25613 Bubenicek      | 2000 AL24    | 3 tháng 1 năm 2000 | Socorro                            | LINEAR                  |
| 25614 Jankral        | 2000 AE28    | 3 tháng 1 năm 2000 | Socorro                            | LINEAR                  |
| 25615 Votroubek      | 2000 AR31    | 3 tháng 1 năm 2000 | Socorro                            | LINEAR                  |
| 25616 Riinuots       | 2000 AJ32    | 3 tháng 1 năm 2000 | Socorro                            | LINEAR                  |
| 25617 Thomasnesch    | 2000 AN32    | 3 tháng 1 năm 2000 | Socorro                            | LINEAR                  |
| 25618 -              | 2000 AJ34    | 3 tháng 1 năm 2000 | Socorro                            | LINEAR                  |
| 25619 Martonspohn    | 2000 AQ34    | 3 tháng 1 năm 2000 | Socorro                            | LINEAR                  |
| 25620 Jayaprakash    | 2000 AL40    | 3 tháng 1 năm 2000 | Socorro                            | LINEAR                  |
| 25621 -              | 2000 AF41    | 3 tháng 1 năm 2000 | Socorro                            | LINEAR                  |
| 25622 -              | 2000 AN46    | 3 tháng 1 năm 2000 | Socorro                            | LINEAR                  |
| 25623 -              | 2000 AY47    | 4 tháng 1 năm 2000 | Socorro                            | LINEAR                  |
| 25624 Kronecker      | 2000 AK48    | 6 tháng 1 năm 2000 | Prescott                           | P. G. Comba             |
| 25625 Verdenet       | 2000 AN48    | 5 tháng 1 năm 2000 | Le Creusot                         | J.-C. Merlin            |
| 25626 -              | 2000 AD50    | 5 tháng 1 năm 2000 | Đài thiên văn Zvjezdarnica Višnjan | K. Korlević             |
| 25627 -              | 2000 AU50    | 5 tháng 1 năm 2000 | Fountain Hills                     | C. W. Juels             |
| 25628 Kummer         | 2000 AZ50    | 7 tháng 1 năm 2000 | Prescott                           | P. G. Comba             |
| 25629 Mukherjee      | 2000 AH52    | 4 tháng 1 năm 2000 | Socorro                            | LINEAR                  |
| 25630 Sarkar         | 2000 AT53    | 4 tháng 1 năm 2000 | Socorro                            | LINEAR                  |
| 25631 -              | 2000 AJ55    | 4 tháng 1 năm 2000 | Socorro                            | LINEAR                  |
| 25632 -              | 2000 AO55    | 4 tháng 1 năm 2000 | Socorro                            | LINEAR                  |
| 25633 -              | 2000 AB56    | 4 tháng 1 năm 2000 | Socorro                            | LINEAR                  |
| 25634 -              | 2000 AZ59    | 4 tháng 1 năm 2000 | Socorro                            | LINEAR                  |
| 25635 -              | 2000 AW61    | 4 tháng 1 năm 2000 | Socorro                            | LINEAR                  |
| 25636 Vaishnav       | 2000 AS62    | 4 tháng 1 năm 2000 | Socorro                            | LINEAR                  |
| 25637 -              | 2000 AL63    | 4 tháng 1 năm 2000 | Socorro                            | LINEAR                  |
| 25638 Ahissar        | 2000 AB64    | 4 tháng 1 năm 2000 | Socorro                            | LINEAR                  |
| 25639 Fedina         | 2000 AV64    | 4 tháng 1 năm 2000 | Socorro                            | LINEAR                  |
| 25640 Klintefelt     | 2000 AA65    | 4 tháng 1 năm 2000 | Socorro                            | LINEAR                  |
| 25641 -              | 2000 AT65    | 4 tháng 1 năm 2000 | Socorro                            | LINEAR                  |
| 25642 Adiseshan      | 2000 AW65    | 4 tháng 1 năm 2000 | Socorro                            | LINEAR                  |
| 25643 -              | 2000 AK68    | 5 tháng 1 năm 2000 | Socorro                            | LINEAR                  |
| 25644 -              | 2000 AP70    | 5 tháng 1 năm 2000 | Socorro                            | LINEAR                  |
| 25645 Alexanderyan   | 2000 AZ73    | 5 tháng 1 năm 2000 | Socorro                            | LINEAR                  |
| 25646 Noniearora     | 2000 AL74    | 5 tháng 1 năm 2000 | Socorro                            | LINEAR                  |
| 25647 -              | 2000 AQ75    | 5 tháng 1 năm 2000 | Socorro                            | LINEAR                  |
| 25648 Baghel         | 2000 AJ77    | 5 tháng 1 năm 2000 | Socorro                            | LINEAR                  |
| 25649 -              | 2000 AC78    | 5 tháng 1 năm 2000 | Socorro                            | LINEAR                  |
| 25650 Shaubakshi     | 2000 AX79    | 5 tháng 1 năm 2000 | Socorro                            | LINEAR                  |
| 25651 -              | 2000 AG81    | 5 tháng 1 năm 2000 | Socorro                            | LINEAR                  |
| 25652 Maddieball     | 2000 AQ83    | 5 tháng 1 năm 2000 | Socorro                            | LINEAR                  |
| 25653 Baskaran       | 2000 AV84    | 5 tháng 1 năm 2000 | Socorro                            | LINEAR                  |
| 25654 -              | 2000 AX85    | 5 tháng 1 năm 2000 | Socorro                            | LINEAR                  |
| 25655 Baupeter       | 2000 AU86    | 5 tháng 1 năm 2000 | Socorro                            | LINEAR                  |
| 25656 Bejnood        | 2000 AF87    | 5 tháng 1 năm 2000 | Socorro                            | LINEAR                  |
| 25657 Berkowitz      | 2000 AM87    | 5 tháng 1 năm 2000 | Socorro                            | LINEAR                  |
| 25658 Bokor          | 2000 AE88    | 5 tháng 1 năm 2000 | Socorro                            | LINEAR                  |
| 25659 Liboynton      | 2000 AG88    | 5 tháng 1 năm 2000 | Socorro                            | LINEAR                  |
| 25660 -              | 2000 AO88    | 5 tháng 1 năm 2000 | Socorro                            | LINEAR                  |
| 25661 -              | 2000 AZ88    | 5 tháng 1 năm 2000 | Socorro                            | LINEAR                  |
| 25662 Chonofsky      | 2000 AA89    | 5 tháng 1 năm 2000 | Socorro                            | LINEAR                  |
| 25663 Nickmycroft    | 2000 AD89    | 5 tháng 1 năm 2000 | Socorro                            | LINEAR                  |
| 25664 -              | 2000 AM89    | 5 tháng 1 năm 2000 | Socorro                            | LINEAR                  |
| 25665 -              | 2000 AO89    | 5 tháng 1 năm 2000 | Socorro                            | LINEAR                  |
| 25666 -              | 2000 AR89    | 5 tháng 1 năm 2000 | Socorro                            | LINEAR                  |
| 25667 -              | 2000 AK91    | 5 tháng 1 năm 2000 | Socorro                            | LINEAR                  |
| 25668 -              | 2000 AY94    | 4 tháng 1 năm 2000 | Socorro                            | LINEAR                  |
| 25669 Kristinrose    | 2000 AJ95    | 4 tháng 1 năm 2000 | Socorro                            | LINEAR                  |
| 25670 Densley        | 2000 AT95    | 4 tháng 1 năm 2000 | Socorro                            | LINEAR                  |
| 25671 -              | 2000 AW95    | 4 tháng 1 năm 2000 | Socorro                            | LINEAR                  |
| 25672 -              | 2000 AX95    | 4 tháng 1 năm 2000 | Socorro                            | LINEAR                  |
| 25673 Di Mascio      | 2000 AJ99    | 5 tháng 1 năm 2000 | Socorro                            | LINEAR                  |
| 25674 Kevinellis     | 2000 AT99    | 5 tháng 1 năm 2000 | Socorro                            | LINEAR                  |
| 25675 -              | 2000 AX101   | 5 tháng 1 năm 2000 | Socorro                            | LINEAR                  |
| 25676 Jesseellison   | 2000 AG102   | 5 tháng 1 năm 2000 | Socorro                            | LINEAR                  |
| 25677 Aaronenten     | 2000 AK102   | 5 tháng 1 năm 2000 | Socorro                            | LINEAR                  |
| 25678 Ericfoss       | 2000 AU105   | 5 tháng 1 năm 2000 | Socorro                            | LINEAR                  |
| 25679 Andrewguo      | 2000 AX105   | 5 tháng 1 năm 2000 | Socorro                            | LINEAR                  |
| 25680 Walterhansen   | 2000 AP106   | 5 tháng 1 năm 2000 | Socorro                            | LINEAR                  |
| 25681 -              | 2000 AC107   | 5 tháng 1 năm 2000 | Socorro                            | LINEAR                  |
| 25682 -              | 2000 AF110   | 5 tháng 1 năm 2000 | Socorro                            | LINEAR                  |
| 25683 Haochenhong    | 2000 AA114   | 5 tháng 1 năm 2000 | Socorro                            | LINEAR                  |
| 25684 -              | 2000 AB114   | 5 tháng 1 năm 2000 | Socorro                            | LINEAR                  |
| 25685 Katlinhornig   | 2000 AK116   | 5 tháng 1 năm 2000 | Socorro                            | LINEAR                  |
| 25686 Stephoskins    | 2000 AF117   | 5 tháng 1 năm 2000 | Socorro                            | LINEAR                  |
| 25687 -              | 2000 AY117   | 5 tháng 1 năm 2000 | Socorro                            | LINEAR                  |
| 25688 Hritzo         | 2000 AV120   | 5 tháng 1 năm 2000 | Socorro                            | LINEAR                  |
| 25689 Duannihuang    | 2000 AL121   | 5 tháng 1 năm 2000 | Socorro                            | LINEAR                  |
| 25690 Iredale        | 2000 AP123   | 5 tháng 1 năm 2000 | Socorro                            | LINEAR                  |
| 25691 -              | 2000 AQ123   | 5 tháng 1 năm 2000 | Socorro                            | LINEAR                  |
| 25692 -              | 2000 AJ124   | 5 tháng 1 năm 2000 | Socorro                            | LINEAR                  |
| 25693 Ishitani       | 2000 AQ124   | 5 tháng 1 năm 2000 | Socorro                            | LINEAR                  |
| 25694 -              | 2000 AX124   | 5 tháng 1 năm 2000 | Socorro                            | LINEAR                  |
| 25695 Eileenjang     | 2000 AD125   | 5 tháng 1 năm 2000 | Socorro                            | LINEAR                  |
| 25696 Kylejones      | 2000 AE125   | 5 tháng 1 năm 2000 | Socorro                            | LINEAR                  |
| 25697 Kadiyala       | 2000 AA126   | 5 tháng 1 năm 2000 | Socorro                            | LINEAR                  |
| 25698 Snehakannan    | 2000 AQ126   | 5 tháng 1 năm 2000 | Socorro                            | LINEAR                  |
| 25699 -              | 2000 AD127   | 5 tháng 1 năm 2000 | Socorro                            | LINEAR                  |
| 25700 -              | 2000 AA128   | 5 tháng 1 năm 2000 | Socorro                            | LINEAR                  |